# Hank Crawford
Bennie Ross Crawford Jr., detto Hank (Memphis, 21 dicembre 1934 – 29 gennaio 2009), è stato un sassofonista, arrangiatore e compositore statunitense di R&B, hard bop, jazz-funk e soul jazz.
È stato direttore musicale per Ray Charles prima di intraprendere la carriera solista, durante la quale ha realizzato numerosi albums per Atlantic Records, CTI e Milestone.

## Biografia
Crawford è nato a Memphis, nel Tennessee. Inizia lo studio del pianoforte all'età di nove anni ed entra presto nell'organico del coro della sua chiesa.

## Discografia

### Solista
- 1961 - More Soul (Atlantic Records, LP/SD 1356)
- 1961 - The Soul Clinic (Atlantic Records, LP/SD 1372)
- 1962 - From the Heart (Atlantic Records, LP/SD 1387)
- 1963 - Soul of the Ballad (Atlantic Records, LP/SD 1405)
- 1964 - True Blue (Atlantic Records, LP/SD 1423)
- 1965 - Dig These Blues (Atlantic Records, LP/SD 1436)
- 1966 - After Hours (Atlantic Records, LP/SD 1455)
- 1967 - Mr. Blues (Atlantic Records, LP/SD 1470)
- 1968 - Double Cross (Atlantic Records, SD 1503)
- 1969 - Mr. Blues Plays Lady Soul (Atlantic Records, SD 1523)
- 1970 - The Best of Hank Crawford (Atlantic Records, SD 1557) Raccolta
- 1971 - It's a Funky Thing to Do (Cotillion Records, SD 18003)
- 1972 - Help Me Make It Through the Night (Kudu Records, KU 06)
- 1972 - We Got a Good Thing Going (Kudu Records, KU 08)
- 1973 - The Art of Hank Crawford: The Atlantic Years (Atlantic Records, SD 2-315) Raccolta, 2 LP
- 1973 - Wildflower (Kudu Records, KU 15)
- 1974 - Don't You Worry 'Bout a Thing (Kudu Records, KU 19)
- 1975 - I Hear a Symphony (Kudu Records, KU 26)
- 1976 - Hank Crawford's Back (Kudu Records, KU 33)
- 1977 - Tico Rico (Kudu Records, KU 35)
- 1978 - Cajun Sunrise (Kudu Records, KU 39)
- 1980 - Centerpiece (Buddah Records, BDS 5730) a nome Hank Crawford e Calvin Newborne
- 1983 - Midnight Ramble (Milestone Records, M-9112)
- 1983 - Indigo Blue (Milestone Records, M-9119)
- 1984 - Down on the Deuce (Milestone Records, M-9129)
- 1985 - Roadhouse Symphony (Milestone Records, M-9140)
- 1986 - Soul Survivors (Milestone Records, M-9142) a nome Hank Crawford e Jimmy McGriff
- 1986 - Mr. Chips (Milestone Records, M-9149)
- 1987 - Steppin' Up (Milestone Records, M-9153) a nome Hank Crawford e Jimmy McGriff
- 1989 - Night Beat (Milestone Records, M-9168)
- 1990 - On the Blue Side (Milestone Records, MCD-9177) a nome Hank Crawford e Jimmy McGriff
- 1990 - Groove Master (Milestone Records, MCD-9182-2)
- 1990 - Bossa International (Milestone Records, MCD-9180-2) a nome Richie Cole e Hank Crawford
- 1991 - Portrait (Milestone Records, MCD-9192-2)
- 1993 - South-Central (Milestone Records, MCD-9201-2)
- 1994 - Right Turn on Blue (Telarc Records, CD-83366) a nome The Jimmy McGriff and Hank Crawford Quartet
- 1996 - Blues Groove (Telarc Records, CD-83381) a nome Jimmy McGriff e Hank Crawford Quartet
- 1996 - Tight (Milestone Records, MCD-9259-2)
- 1997 - Road Tested (Milestone Records, MCD-9274-2) a nome Jimmy McGriff e Hank Crawford
- 1998 - After Dark (Milestone Records, MCD-9279-2)
- 1998 - Crunch Time (Milestone Records, MCD-9287-2) a nome Hank Crawford e Jimmy McGriff
- 2000 - The World of Hank Crawford (Milestone Records, MCD-9304-2)
- 2001 - The Best of Hank Crawford & Jimmy McGriff (Milestone Records, MCD-9318-2) a nome Hank Crawford e Jimmy McGriff